# Giovanni Spadolini
Giovanni Spadolini (ur. 21 czerwca 1925 we Florencji, zm. 4 sierpnia 1994 w Rzymie) – włoski polityk, historyk i dziennikarz, premier Włoch w latach 1981–1982, od 1987 do 1994 przewodniczący Senatu. Był pierwszym premierem Republiki Włoskiej niezwiązanym z Chrześcijańską Demokracją.

## Życiorys
Po ukończeniu studiów historycznych pracował jako wykładowca na Uniwersytecie Florenckim. Zajął się też działalnością dziennikarską. Od 1955 do 1968 był redaktorem w „il Resto del Carlino”, następnie do 1972 w „Corriere della Sera”.
Zaangażował się w działalność Włoskiej Partii Republikańskiej. Z jej ramienia w 1972 został wybrany na senatora VI kadencji. Reelekcję uzyskiwał w 1976, 1979, 1983 i 1987 na kolejne kadencje. W okresie od grudnia 1974 do lutego 1976 był ministrem kultury, od marca do sierpnia 1979 zajmował stanowisko ministra edukacji publicznej.
28 czerwca 1981 objął urząd premiera, stając na czele koalicyjnego gabinetu tworzonego przez pięć ugrupowań koalicji Pentapartito (chadeków, socjalistów, socjaldemokratów, liberałów i republikanów). 23 sierpnia 1982 na bazie tych samych ugrupowań sformował swój drugi gabinet. Stanowisko premiera zajmował do 1 grudnia tego samego roku.
W sierpniu 1983 ponownie wszedł w skład rządu jako minister obrony, funkcję tę pełnił do kwietnia 1987. W tym samym roku został wybrany na urząd przewodniczącego Senatu X kadencji. W 1991 prezydent Francesco Cossiga w uznaniu zasług literackich i społecznych powierzył mu godność dożywotniego senatora. W 1992 Giovanni Spadolini ponownie stanął na czele wyższej izby włoskiego parlamentu (XI kadencji). W 1994 ponownie kandydował na to stanowisko, przegrywając jednak z Carlo Scognamiglio. W tym samym roku zmarł.
W 1993 Uniwersytet Mikołaja Kopernika przyznał mu tytuł doktora honoris causa.

## Odznaczenia
- Cavaliere di Gran Croce Orderu Zasługi Republiki Włoskiej – 1965[5]
- Grande Ufficiale Orderu Zasługi Republiki Włoskiej – 1962[6]
- Złoty Medal dla Zasłużonych dla Szkolnictwa, Kultury i Sztuki – 1971[7]